# Furcoppia hauseri
Furcoppia hauseri är en kvalsterart som beskrevs av Sandór Mahunka 1983. Furcoppia hauseri ingår i släktet Furcoppia och familjen Astegistidae. Inga underarter finns listade i Catalogue of Life.